# Gróf Haller utcai tisztviselőház
A Gróf Haller utcai tisztviselőház egy budapesti épület.
A Budapest IX. kerületében a Nagyvárad téren található (Haller út 88. szám alatt jegyzett) épületet Pecz Samu tervezte, és 1911–1912-ben épült fel a fővárosi tisztviselők részére. A 132 lakást és 16 üzletet tartalmazó épület – elsőként a budapesti bérházak közül – fürdőszobákkal is rendelkezett.